# Mistrzostwa Afryki w Piłce Siatkowej Mężczyzn 1983
V Mistrzostwa Afryki w piłce siatkowej mężczyzn odbyły się w egipskiej miejscowości Port Said. W mistrzostwach brało udział siedem reprezentacji. Reprezentacja Egiptu zdobyła swój drugi złoty medal mistrzostw Afryki. Na mistrzostwach zadebiutowała reprezentacja Zimbabwe, Angoli i Sudanu. 

## Klasyfikacja końcowa
| Miejsce | Reprezentacja |
| ------- | ------------- |
|         | Egipt         |
|         | Tunezja       |
|         | Algieria      |
| 4.      | Kamerun       |
| 5.      | Sudan         |
| 6.      | Angola        |
| 7.      | Zimbabwe      |